# زنبق شاهی
زنبق شاهی (نام علمی: Iris gatesii) نام یک گونه از سرده زنبق است.